# سوسانا صافاریان

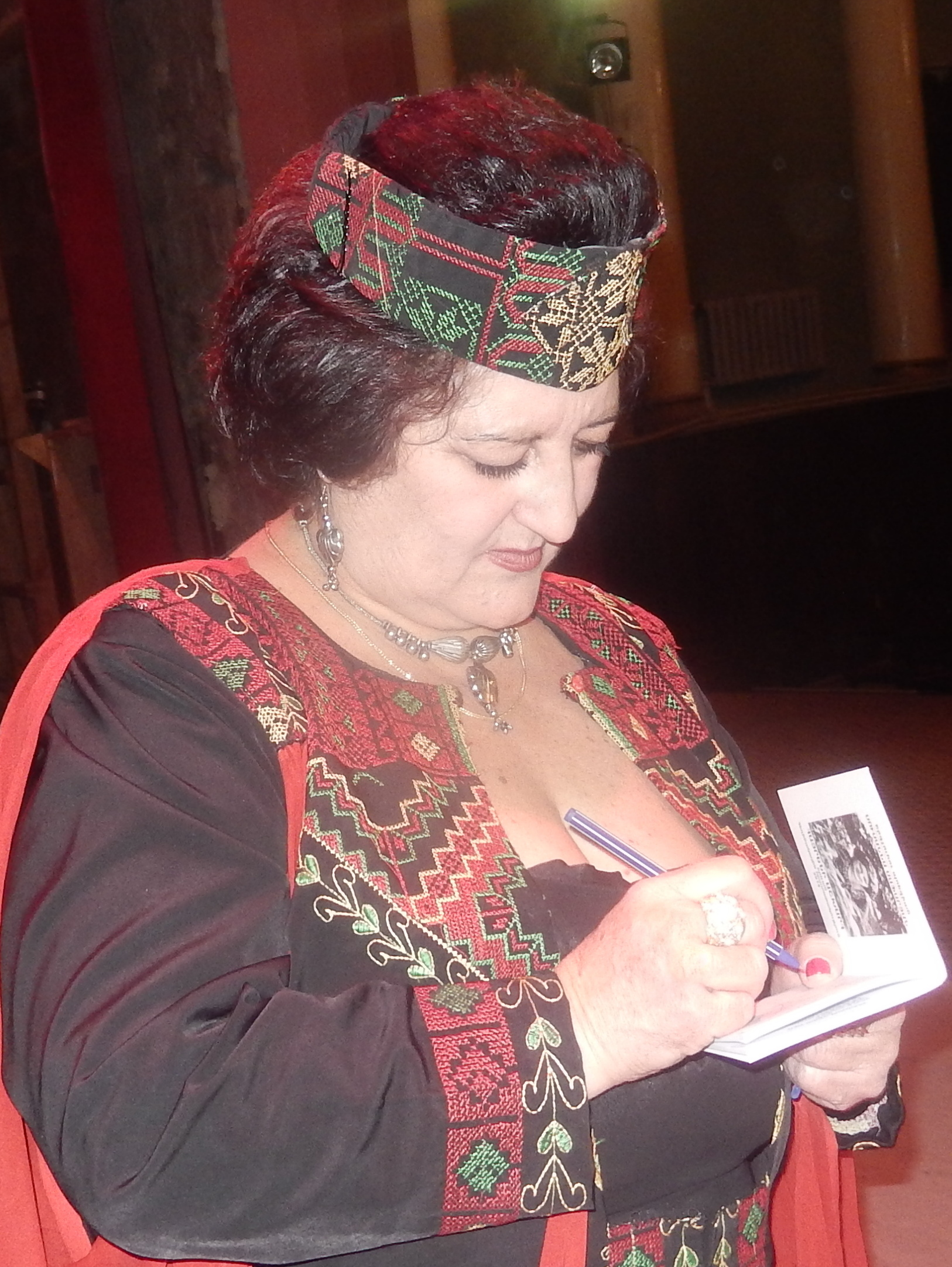

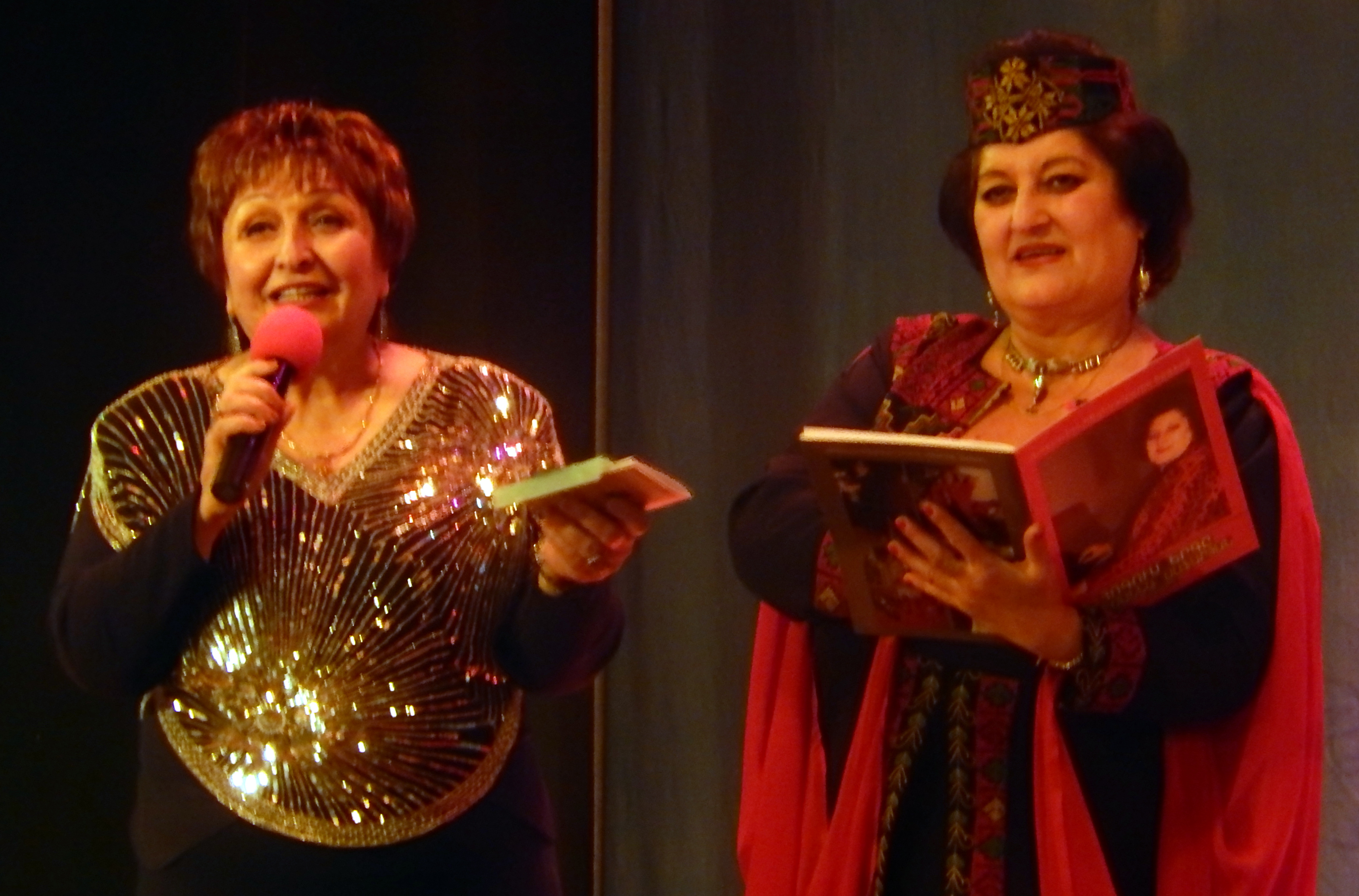

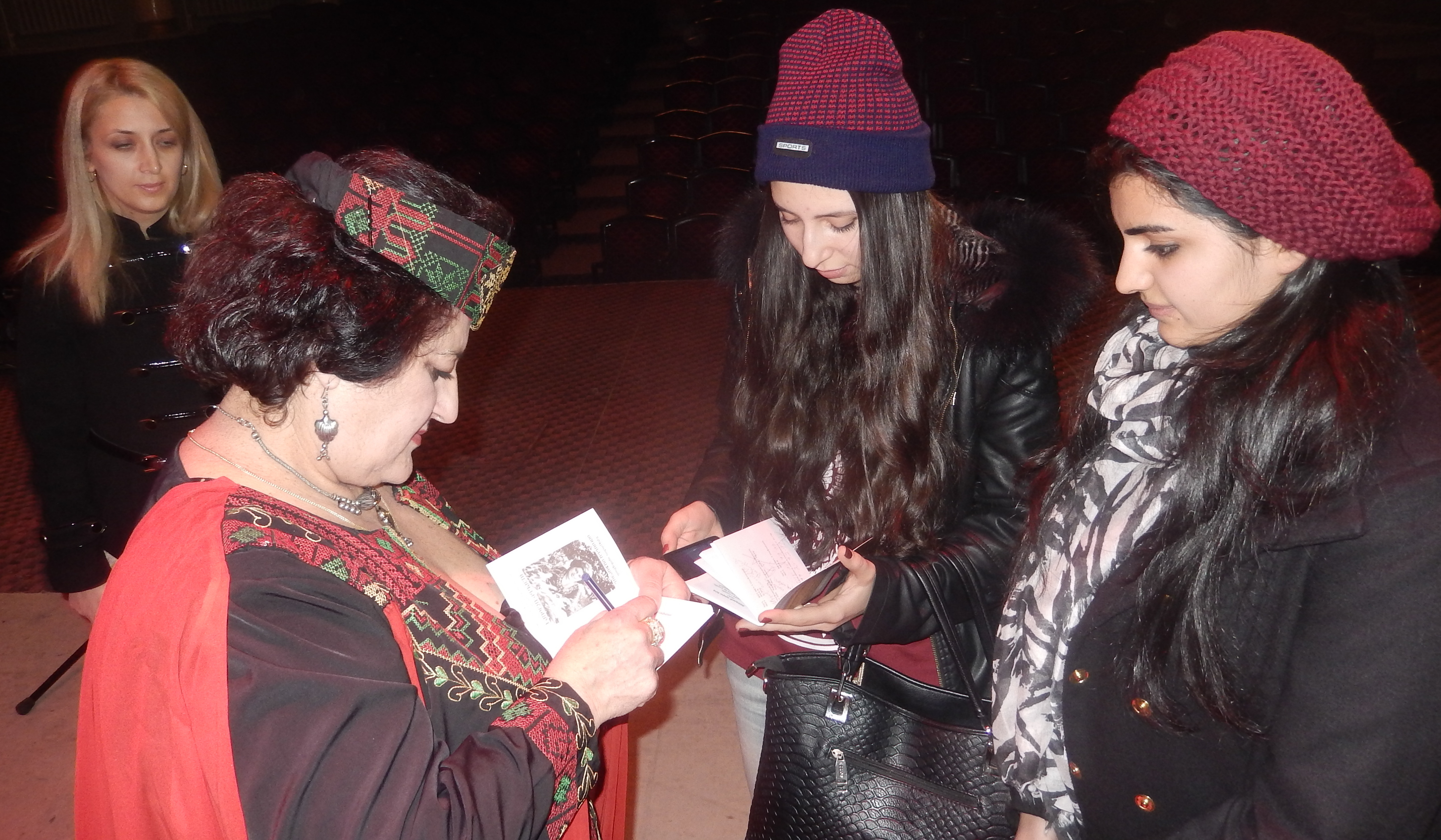

سوسانا آمبیکی صافاریان (ارمنی: Սուսաննա Ամբիկի Սաֆարյան؛  زادهٔ ۵ ژوئیهٔ ۱۹۵۵) خواننده شاعر، موسیقی‌دان ترانه‌سرا اهل ارمنستان است.

## زندگی‌نامه
وی در ۵ ژوئیه ۱۹۵۵ در ودی به دنیا آمد و از کنسرواتوار دولتی کومیتاس ایروان فارغ‌التحصیل گشت. همچنین برندهٔ جوایزی همچون هنرمند افتخاری جمهوری ارمنستان شده‌است.